# Lexi Alexander
Pour les articles homonymes, voir Alexander.
Lexi Alexander, née le 23 août 1974 à Mannheim en Allemagne, est une réalisatrice, scénariste et productrice de cinéma allemande.

## Filmographie

### En tant que réalisatrice
- 2002 : Fool Proof coréalisé avec Nur Nur Cummings
- 2002 : Johnny Flynton court métrage de 37 min
- 2005 : Hooligans (Green Street Hooligans)
- 2008 : Punisher : Zone de guerre (Punisher: War Zone)
- 2010 : Lifted (en)

### En tant que scénariste
- 2002 : Johnny Flynton (en) de Lexi Alexander
- 2005 : Hooligans (Green Street Hooligans) de Lexi Alexander

### En tant que productrice
- 2002 : Wheelmen de Dirk Hagen (coproductrice)
- 2005 : Hooligans (Green Street Hooligans) de Lexi Alexander